# Parafia Matki Bożej Częstochowskiej w Kazimierzówce
Parafia Matki Bożej Częstochowskiej w Kazimierzówce – parafia rzymskokatolicka, znajdująca się w archidiecezji lubelskiej, w dekanacie Świdnik. 
Według stanu na miesiąc luty 2017 liczba wiernych w parafii wynosiła 2720 osób.